# FilmPolski.pl
FilmPolski.pl – baza polskich filmów redagowana przez Bibliotekę Państwowej Wyższej Szkoły Filmowej, Telewizyjnej i Teatralnej im. Leona Schillera w Łodzi, której dyrektorem i redaktorem naczelnym jest Jarosław Czembrowski.

## Charakterystyka
Baza istnieje od 1990, początkowo udostępniana w Bibliotece PWSFTviT, od marca 1998 również w internecie.
Zawiera pełne informacje o
- filmach zrealizowanych w Polsce lub z udziałem polskich artystów i twórców filmowych
- spektaklach Teatru TV
- etiudach powstałych w PWSFTviT od 1948
- filmowej bibliografii zawartości polskich czasopism od 1945

oraz liczy
- 70 000 nazwisk twórców filmów fabularnych i seriali telewizyjnych, filmów dokumentalnych, krótkometrażowych, animowanych, spektakli Teatru TV, etiud powstałych w PWSFTviT
- 4088 filmów fabularnych i seriali telewizyjnych (w tym 448 powstałych przed II wojną światową)
- 16 638 filmów dokumentalnych, krótkometrażowych, animowanych
- 4142 spektakli Teatru TV
- 3829 etiud powstałych w PWSFTviT

## Nagrody
- 2008: nagroda Polskiego Instytutu Sztuki Filmowej za lata 2006/2007 w kategorii: „portal internetowy o tematyce filmowej”
- 2010: nagroda PISF w kategorii: „portal internetowy o tematyce filmowej” – po raz drugi